# Dicte (tv-serie)
 For alternative betydninger, se Dicte. (Se også artikler, som begynder med Dicte)
Dicte er en dansk krimiserie, som blev vist på TV 2. Dicte havde premiere 7. januar 2013. Iben Hjejle har hovedrollen som den aarhusianske kriminalreporter Dicte Svendsen. Hovedforfatterne er Dorthe Warnø Høgh og Ida Maria Rydén. Anden sæson af Dicte havde premiere onsdag d. 24. september 2014, og skiftede dermed sendetid fra mandag til onsdag. Tredje og sidste sæson af Dicte havde premiere mandag d. 22. august, og dermed igen skiftede sendetid fra onsdag til mandag. Seriens sidste afsnit blev sendt 24. oktober 2016. 
Dicte er baseret på Elsebeth Egholms romanserie om journalisten Dicte Svendsen.
Seriens tema-sang hedder "The Words", og bliver fremført af bandet Dragonborn (feat. Jacob Bellens). "The Words" er skrevet og komponeret af: Fridolin Nordsø, Kristian Leth og Jacob Bellens, og den blev udgivet den 17. december 2012 af Speed Of Sound / A:larm Music / Universal Music.

## Handling
Den nyskilte journalist Dicte Svendsen, flytter hjem til sin fødeby Aarhus sammen med datteren Rose. En by, hun ellers har forsøgt at lægge bag sig, sammen med mindet om en opvækst som Jehovas Vidne og et barn, hun bortadopterede som ung.
Dicte er ansat som kriminalreporter på Dagbladet, og hun finder i den forbindelse liget af en ung, bosnisk kvinde, Danijela, som er forblødt til døde efter et kejsersnit. Wagner, som efterforskeren på sagen, ser sig gal på Dicte, da hun uden at sige, hun er journalist, får oplysninger af ham om sagen. Wagner forsøger forgæves at holde Dicte væk fra sagen, men hun har sine egne metoder. Hun finder ud af, at Danijela ikke er den eneste gravide kvinde, der har noget at frygte. Den gravide Remza bliver bortført, hvilket presser opklaringen af sagen, og politiet er i den forbindelse rasende på Dicte, fordi hun handlede på egen hånd. Da hun har udleveret en kollegas billeder til Wagner uden tilladelse, er hun også upopulær på jobbet. Men efterhånden trævler hun sagen op og finder frem til bagmændene ved hjælp af et rugebarns forældres oplysninger.
Dette mønster gentager sig i mange af de efterfølgende afsnit, men Dicte bliver dog bedre venner med Wagner. Dog får Dicte senere store problemer på hjemmefronten.

## Medvirkende

### Hovedroller
| Rolle            | Sæson                  | Sæson            | Sæson            | Karakterbeskrivelse                                           |
| Rolle            | Sæson 1                | Sæson 2          | Sæson 3          | Karakterbeskrivelse                                           |
| ---------------- | ---------------------- | ---------------- | ---------------- | ------------------------------------------------------------- |
| Dicte Svendsen   | Iben Hjejle            | Iben Hjejle      | Iben Hjejle      | Kriminalreporter og journalist for Dagbladet                  |
| John Wagner      | Lars Brygmann          | Lars Brygmann    | Lars Brygmann    | Drabsefterforsker for Østjyllands Politi                      |
| Anne Skov Larsen | Lærke Winther          | Lærke Winther    | Lærke Winther    | Jordemoder på Aarhus Universitetshospital og Dictes bedsteven |
| Rose Svendsen    | Emilie Kruse           | Emilie Kruse     | Emilie Kruse     | Dictes datter                                                 |
| Bo Skytte        | Dar Salim              | Dar Salim        | Dar Salim        | Fotograf for Dagbladet og Dictes kæreste/mand                 |
| Nina Storm       |                        |                  | Stine Stengade   | Skuespiller, drabsefterforsker og Wagners ekskone             |
| Linda Bendtsen   | Ditte Ylva Olsen       | Ditte Ylva Olsen | Ditte Ylva Olsen | Kriminalassistent for Wagner                                  |
| Torsten Svendsen | Lars Ranthe            | Lars Ranthe      | Lars Ranthe      | Dictes eksmand og senere Annes mand                           |
| Ida Marie        | Lene Maria Christensen |                  |                  | Dictes veninde (sæson 1)                                      |

### Tilbagevendende karakterer
| Rolle            | Sæson                 | Sæson                 | Sæson                 | Karakterbeskrivelse                                      |
| Rolle            | Sæson 1               | Sæson 2               | Sæson 3               | Karakterbeskrivelse                                      |
| ---------------- | --------------------- | --------------------- | --------------------- | -------------------------------------------------------- |
| Otto Kaiser      | Peter Schrøder        | Peter Schrøder        |                       | Chefredaktør for Dagbladet (sæson 1–2)                   |
| Louise Holm      |                       | Andrea Vagn Jensen    | Andrea Vagn Jensen    | Politidirektør og Bendtsens hemmelige elsker (sæson 2–3) |
| Steffen Adreck   |                       | Claus Riis Østergaard | Claus Riis Østergaard | Nye chefredaktør for Dagbladet (sæson 2-3)               |
| Tonni            |                       |                       | Søren Malling         | Ny drabsefterforsker (sæson 3)                           |
| Anna Svendsen    | Ida Dwinger           | Ida Dwinger           | Ida Dwinger           | Dictes mor fra Jehovas Vidner                            |
| Grace            |                       | Tanya Moodie          |                       | Diamantsælger og Wagners elsker (sæson 2)                |
| Lassen           |                       | Claus Flygare         |                       | Retsmediciner (sæson 2)                                  |
| Christian Oxholm |                       |                       | Flemming Enevold      | Rigmand og Dictes ukendte far (sæson 3)                  |
| Knud Svendsen    | Rasmus Haxen          | Rasmus Haxen          |                       | Dictes far (sæson 1–2)                                   |
| Jannik Riise     |                       | Morten Vang Simonsen  |                       | Roses kæreste og kendt fodboldspiller (sæson 2)          |
| Peter Boutrup    | Thue Ersted Rasmussen |                       |                       | Dictes søn (sæson 1)                                     |
| Eva Skytte       |                       |                       | Biljana Stojkoska     | Bos ekskone (sæson 3)                                    |

## Afsnit

### Serieoversigt
| Sæson | Afsnit | Oprindelig sendedato | Oprindelig sendedato |
| Sæson | Afsnit | Først sendt          | Sidst sendt          |
| ----- | ------ | -------------------- | -------------------- |
| 1     | 10     | 7. januar, 2013      | 11. marts, 2013      |
| 2     | 10     | 24. september, 2014  | 26. november, 2014   |
| 3     | 10     | 22. august, 2016     | 24. oktober 2016     |

### Sæson 1
| Nr. i sæson | Titel                           | Oprindelig sendedato | Seertal   |
| ----------- | ------------------------------- | -------------------- | --------- |
| 1           | Personskade - del 1             | 7. januar 2013       | 1.234.000 |
| 2           | Personskade - del 2             | 14. januar 2013      | 1.284.000 |
| 3           | Selvrisiko - del 1              | 21. januar 2013      | 1.157.000 |
| 4           | Selvrisiko - del 2              | 28. januar 2013      | 1.211.000 |
| 5           | Skjulte fejl og mangler - del 1 | 4. februar 2013      | 1.217.000 |
| 6           | Skjulte fejl og mangler - del 2 | 11. februar 2013     | 1.176.000 |
| 7           | Liv og legeme - del 1           | 18. februar 2013     | 1.164.000 |
| 8           | Liv og legeme - del 2           | 25. februar 2013     | 1.171.000 |
| 9           | Vold og magt - del 1            | 4. marts 2013        | 1.237.000 |
| 10          | Vold og magt - del 2            | 11. marts 2013       | 1.223.000 |

### Sæson 2
| Nr. i sæson | Titel                       | Oprindelig sendedato | Seertal |
| ----------- | --------------------------- | -------------------- | ------- |
| 1           | Drømme og Diamanter - del 1 | 24. september 2014   |         |
| 2           | Drømme og Diamanter - del 2 | 1. oktober 2014      |         |
| 3           | Lidenskab og Lænker - del 1 | 8. oktober 2014      |         |
| 4           | Lidenskab og Lænker - del 2 | 15. oktober 2014     |         |
| 5           | Nærvær og Fravær - del 1    | 22. oktober 2014     |         |
| 6           | Nærvær og Fravær - del 2    | 29. oktober 2014     |         |
| 7           | Mål og Midler - del 1       | 5. november 2014     |         |
| 8           | Mål og Midler - del 2       | 12. november 2014    |         |
| 9           | Ret og Pligt - del 1        | 19. november 2014    |         |
| 10          | Ret og Pligt - del 2        | 26. november 2014    |         |

### Sæson 3
| Nr. i sæson | Titel                          | Oprindelig sendedato | Seertal |
| ----------- | ------------------------------ | -------------------- | ------- |
| 1           | Efter brylluppet - del 1       | 22. august 2016      |         |
| 2           | Efter brylluppet - del 2       | 29. august 2016      |         |
| 3           | I Wagners fodspor - del 1      | 5. september 2016    |         |
| 4           | I Wagners fodspor - del 2      | 12. september 2016   |         |
| 5           | Når sindet bliver sygt - del 1 | 19. september 2016   |         |
| 6           | Når sindet bliver sygt - del 2 | 26. september 2016   |         |
| 7           | Afhængighedens pris - del 1    | 3. oktober 2016      |         |
| 8           | Afhængighedens pris - del 2    | 10. oktober 2016     |         |
| 9           | Enhver mand er en ø - del 1    | 17. oktober 2016     |         |
| 10          | Enhver mand er en ø - del 2    | 24. oktober 2016     |         |

### Ekstramateriale
| Nr. i sæson | Titel               | Oprindelig sendedato | Seertal |
| ----------- | ------------------- | -------------------- | ------- |
| 1           | Et kig bag kulissen | 31. oktober 2016     |         |

## Modtagelse

### Udgivelse
Seriens premiere d. 7. januar 2013 har gennemsnitligt fået 1.324.000 seere. I slutminutterne af premieren så hele 1.45 millioner seere med. Generelt set har vurderingen af seriens første episode været positiv hos både kritikerne og seerne, der har vurderet seriens underholdningsværdi til 4,3 på en skala fra 1 til 5.

### Kritik
Der har været kritik af de medvirkendes sprog; de medvirkende taler sjællandsk i stedet for jysk, hvilket får serien til at virke utroværdig. Kritikken går også på dørmanden, som efter sigende talte så bondsk, at han blev karikeret.